# سام ستيل
سام ستيل هو عسكري كندي، ولد في 5 يناير 1849 في بريسبريدج في كندا، وتوفي في 30 يناير 1919 في باتني ‏ في المملكة المتحدة بسبب الإنفلونزا الأسبانية وإنفلونزا.